# Croton myriodontus
Espèce
Croton myriodontus est une espèce de plantes à fleurs du genre Croton et de la famille des Euphorbiaceae présente en Argentine (Córdoba).